# The Letter
"The Letter" je píseň, kterou napsal Wayne Carson Thompson a v roce 1967 se stala hitem skupiny The Box Tops. Nejvíce jí však proslavil až Joe Cocker v roce 1970.